# Tiago, filho de Alfeu
Tiago, filho de Alfeu (Ἰάκωβος, Jacobos em grego antigo) foi um dos Doze Apóstolos de Jesus Cristo. Ele é geralmente identificado com Santiago Menor e é conhecido por este nome na tradição da Igreja[a].
Tiago, o filho de Alfeu, é raramente mencionado no Novo Testamento, mas é às vezes também identificado com Tiago, o Justo, um importante líder da Igreja antiga. Ele é claramente distinto de Tiago, filho de Zebedeu, outro dos Doze.

## Identificação

### Com Santiago Menor
Tiago, filho de Alfeu, é geralmente identificado com Santiago Menor, que só é mencionado três vezes na Bíblia, cada uma delas em relação com sua mãe. Marcos 15:40 se refere à "Maria, mãe de Tiago, o menor, e de José", enquanto que Marcos 16:1 e Mateus 27:56 se referem à "Maria, a mãe de Tiago".
Dado que já havia um Tiago mais proeminente (Tiago, filho de Zebedeu) entre os Doze Apóstolos, igualar Tiago, filho de Alfeu, com Tiago, o Menor fazia sentido. Porém, se tornou imperativo identificar Cleofas, o marido de Maria, com Alfeu, o pai do apóstolo Tiago[b]. Esta identificação foi amplamente aceita pelos líderes iniciais da igreja e, por isso, ele é conhecido tradicionalmente como "São Tiago Menor" ou "Santiago Menor".
Os estudiosos modernos da Bíblia se dividem sobre a correção desta identificação. John Paul Meier acha-a improvável. Entre os evangélicos, o Novo Dicionário da Bíblia apóia a identificação tradicional, enquanto Don Carson e Darrell Bock ambos tratam esta identificação como possível, mas incerta.

### Com Tiago, irmão do Senhor
Tiago, filho de Alfeu, também já foi identificado com Tiago, o Justo. Esta visão é apoiada por Jerónimo de Estridão e, portanto, amplamente aceita na Igreja Católica, enquanto que os católicos orientais, os ortodoxos e protestantes tendem a distinguir os dois.

### Com o irmão de Mateus
Outro Alfeu também é o nome do pai do publicano "Levi, filho de Alfeu" mencionado em Marcos 2:14, que, em Mateus 9:9, parece ser Mateus, o que acabou levando alguns a concluir que Tiago e Mateus poderiam ter sido irmãos. Porém, não há nenhuma ocorrência bíblica dos dois sendo chamados de irmãos, mesmo quando eles aparecem lado-a-lado na lista dos doze apóstolos dos evangelhos, que, ao citar pares de irmãos fraternais (Pedro e André ou Tiago e João), sempre os identifica como tais. Assim, é quase certo que tenham existido duas pessoas distintas chamadas "Alfeu".

## Morte
Considerando a tradição da igreja grega, que o distingue do Tiago o Justo, o irmão do Senhor, o apóstolo Tiago, filho de Alfeu pregou inicialmente na parte sudoeste da Palestina, depois no Egito e foi crucificado em Ostracine no baixo Egito .